# بروموبيروكسيداز
بروموبيروكسيداز  هي عائلة من الإنزيمات التابعة لعائلة البيروكسيداز الأكبر. 
تقوم إنزيمات بروموبيروكسيداز بتحفيز التفاعل الكيميائي التالي:
HBr + H2O2 {\displaystyle \rightleftharpoons }  HOBr  +  H2O

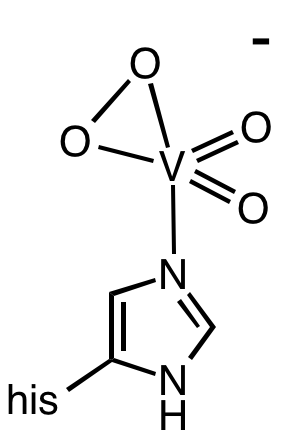
الموقع النشط الحاوي على ذرة فاناديوم في بروموبيروكسيداز الفاناديوم.

يعد HOBr من العوامل المبرومة القوية. إن العديد من مركبات البروم العضوية التي لوحظت في بيئات بحرية مختلفة هي نتيجة للتفاعل المذكور الذي يقوم إنزيم بروموبيروكسيداز بتحفيزه.
من الأمثلة على أصناغ هذه الإنزيمات، هناك بروموبيروكسيداز الفاناديوم، والذي يحوي موقعه النشط على ذرة فاناديوم، على شكل مركز أكسيدي مرتبط إلى البروتين عبر سلسلة جانبية من الهستيدين، بالإضافة إلى مجموعة من الروابط الهيدروجينية إلى ربيطات الأكسيد.